# Kotwica (herb szlachecki)
Kotwica (Anchora Marina, Stumberg) – polski herb szlachecki.

## Opis herbu
Opis zgodnie z klasycznymi regułami blazonowania:
W polu czerwonym kotwica srebrna. Klejnot: Trzy pióra strusie.
Forma pierwotna: W polu czerwonym kotwica na opak, z pierścieniem między ramionami, srebrna, z liną złotą.

## Najwcześniejsze wzmianki
Najstarsza pieczęć z 1307 r. Najwcześniejsze źródło heraldyczne wymieniające herb to datowane na lata 1464–1480 Insignia seu clenodia Regis et Regni Poloniae polskiego historyka Jana Długosza. Zapisuje on informacje o herbie wśród 71 najstarszych polskich herbów szlacheckich we fragmencie: "Kotchwycza alias anchora marina, cuius insignia ferrea anchora marina funem in circulo habens ligaturam in campo rubeo portat." .

## Herbowni
Achmatowicz, Achmeciewicz, Barszczewski, Bartoszewicz, Chamyr, Chawryłowicz, Dziatko,  Giedrojć (Juraho-), Gilewski, Herman, Jesiotrowski, Kęstowicz, Kołłątaj, Kotwicki, Misiuna, Misiura, Missun, Missuna, Obuchow, Onichimowski, Oniechimowski, Stumberg, Turnowski, Wargira, Wiłkucki.

## Odmiany herbu
- Geppert
- Kotwica odmienna
- Kotwica II – herb z odmiennym kształtem kotwicy[7], znaleziony przez Wojciecha Wijuka Kojałowicza w kościele w Repli[8]
- Kotwice Związane
- Radzic
- Rottermund
- Trzy Kotwice